# Eduard Reig i Carreras
Eduard Reig i Carreras   (Barcelona, 1842 - Barcelona, 28 de novembre de 1880) fou un advocat, industrial i polític català.

## Biografia

### Trajectòria empresarial

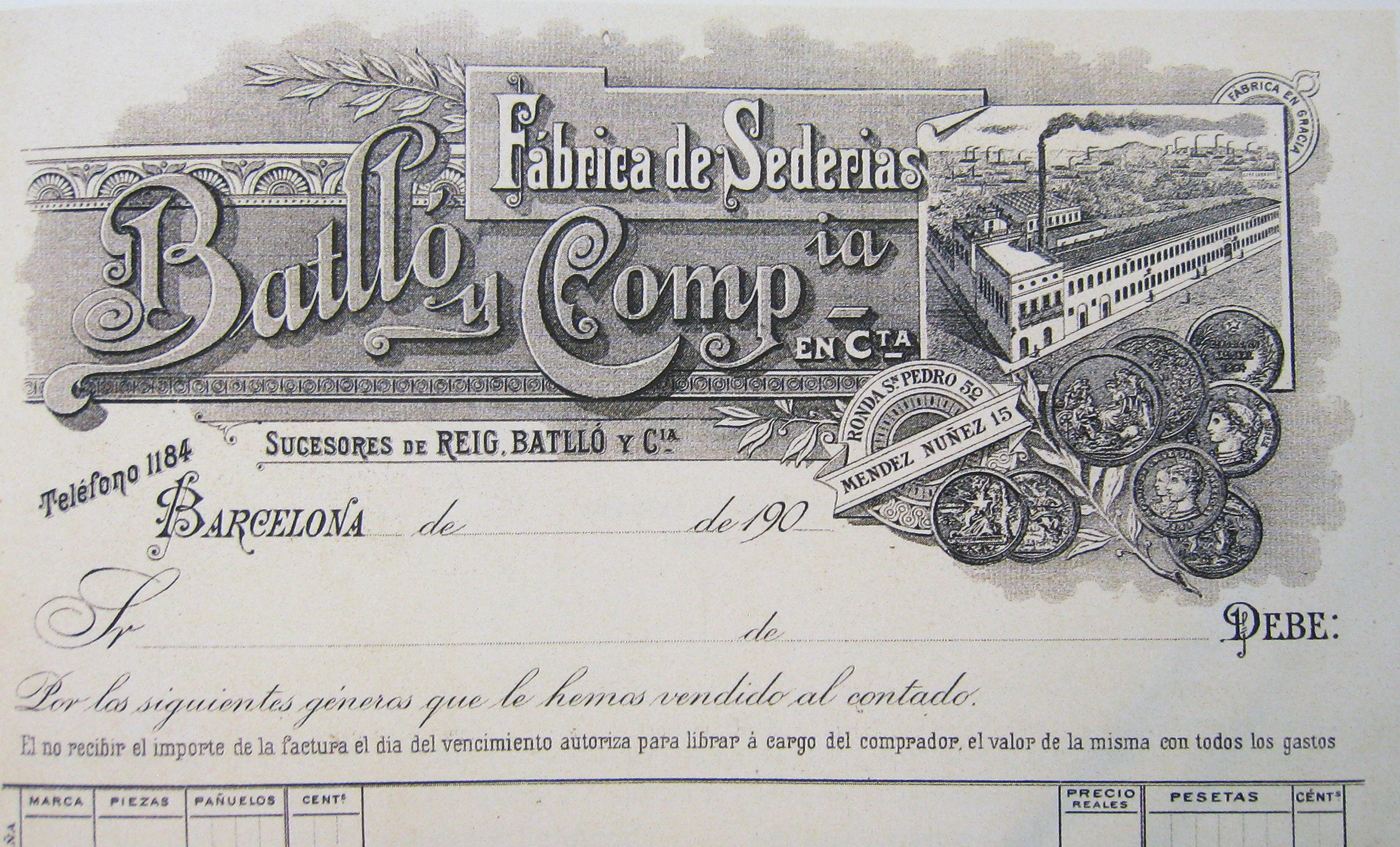
Paper comercial de Batlló i Cia

Eduard Reig era fill de Josep Reig i Peix, teixidor de seda amb una fàbrica al carrer dels Vigatans de Barcelona (vegeu casa-fàbrica Josep Reig). Va obrir una fàbrica a Gràcia amb 22 telers, secció de tint i més de 40 obrers. A partir de 1867 s'hi incorporà Eduard, anomenant-se Josep Reig i fill. El pare va morir cap al 1870, i Eduard va impulsar el negoci sota la denominació d'Eduard Reig i Cia. Va estar present a les exposicions barcelonines de 1871 i 1877 i va traslladar el despatx a la ronda de Sant Pere cantonada amb el carrer de Méndez Nuñez. La seva prematura mort deixà l'herència a la seva filla menor d'edat Rosa Reig i Martí.
L'empresa va poder continuar amb l'entrada de Feliu Batlló i Massanella i el seu fill Tomàs Batlló i Casanovas (pare i germà de Josep Batlló i Casanovas), que van conservar la marca Reig fins a finals de segle xix, quan passà a anomenar-se simplement Batlló i Cia, societat en comandita", amb nova fàbrica al Masnou. L'empresa esdevingué una societat anònima el 1940 i el 1973 passà a formar part de Sedunion.

### Trajectòria política
Inicialment membre del Partit Progressista, el 1870 fou escollit regidor de l'ajuntament de Barcelona, diputat per Manresa del Partit Constitucional a les eleccions generals espanyoles d'abril de 1872 i diputat provincial per Capellades el 1874-1875.
Després de la restauració borbònica es va relacionar amb Práxedes Mateo Sagasta i tornà a ser elegit diputat per Manresa a les eleccions generals espanyoles de 1876 i 1879 pel Partit Liberal Fusionista. Des del seu escó va defensar el proteccionisme econòmic i participà en diverses iniciatives en defensa del proteccionisme amb Francesc López Fabra i Camil Fabra i Fontanills.
El 1870 participà en la creació de la Compañía General del Crédito Mutuo. També va ser soci del Foment de la Producció Nacional i arribà a vicepresident del Foment de la Producció Espanyola i del Foment del Treball Nacional, i el 1879 president de la Unió Fabril i Mercantil de Barcelona. De 1874 a 1880 fou comissari d'agricultura, indústria i comerç de Barcelona.